# Ludlow
Pour les articles homonymes, voir Ludlow (homonymie).
Ludlow est une petite ville commerçante du Shropshire en Angleterre, située à proximité de la frontière du Pays de Galles. Elle est située dans une boucle de la rivière Teme (en), sur la rive est. Une colline centrale porte le Château de Ludlow et la place du marché. Les rues de la ville médiévale descendent vers la rivière. Elle avait 10 500 habitants en 2005.

## Histoire
La ville est née au XIe siècle autour d'un château fort qui défendait la Marche du Pays de Galles, construit après la conquête de la Grande-Bretagne par Guillaume le Conquérant. Les murailles de la ville ont été construites en 1233. L'église paroissiale Saint-Lawrence a été reconstruite en style gothique à partir de 1433. La ville est devenue propriété de la Couronne britannique en 1461 et a été le siège du Conseil du Pays de Galles et des Marches de Galles jusqu'en 1689. Le Prince de Galles, futur Édouard V d'Angleterre en a été gouverneur en 1483. C'est au château de Ludlow qu'a eu lieu en 1501 la nuit de noces contestée d'Arthur, prince de Galles et de Catherine d'Aragon, future épouse de Henri VIII.
La peste noire réduisit d'un tiers la population de Ludlow en 1349.
En 2005, l'astronome Martin Rees devient baron Rees de Ludlow.

## Culture
Le festival de Ludlow, qui se déroule tous les ans pendant la dernière semaine de juin et la première de juillet, présente une pièce de Shakespeare dans l'enceinte du château.
Ludlow est jumelée avec La Ferté-Macé depuis 1987.
La ville est le lieu principal du roman policier La Punition qu'elle mérite (2019) d'Elizabeth George.

## Dans la fiction
Le roman La Punition qu'elle mérite d'Elizabeth George, publié en 2018, se déroule principalement dans cette ville.